# Moscheeampel
Eine Moscheeampel ist eine stehende oder von der Decke abgehängte Leuchte aus Glas oder Keramik zur künstlichen Beleuchtung einer Moschee.
Moscheeampeln sorgen in islamischen Gotteshäusern für die beim Früh-, Abend- und Nachtgebet notwendige Beleuchtung. Es handelt sich um überwiegend von der Decke hängende vasenförmige Leuchten. Das Verbot der bildlichen Darstellung von Lebewesen, um ein Anbeten von Geschöpfen zu vermeiden, trug dazu bei, dass sie häufig als künstlerisch sehr ausgestalte Leuchten gefertigt wurden.

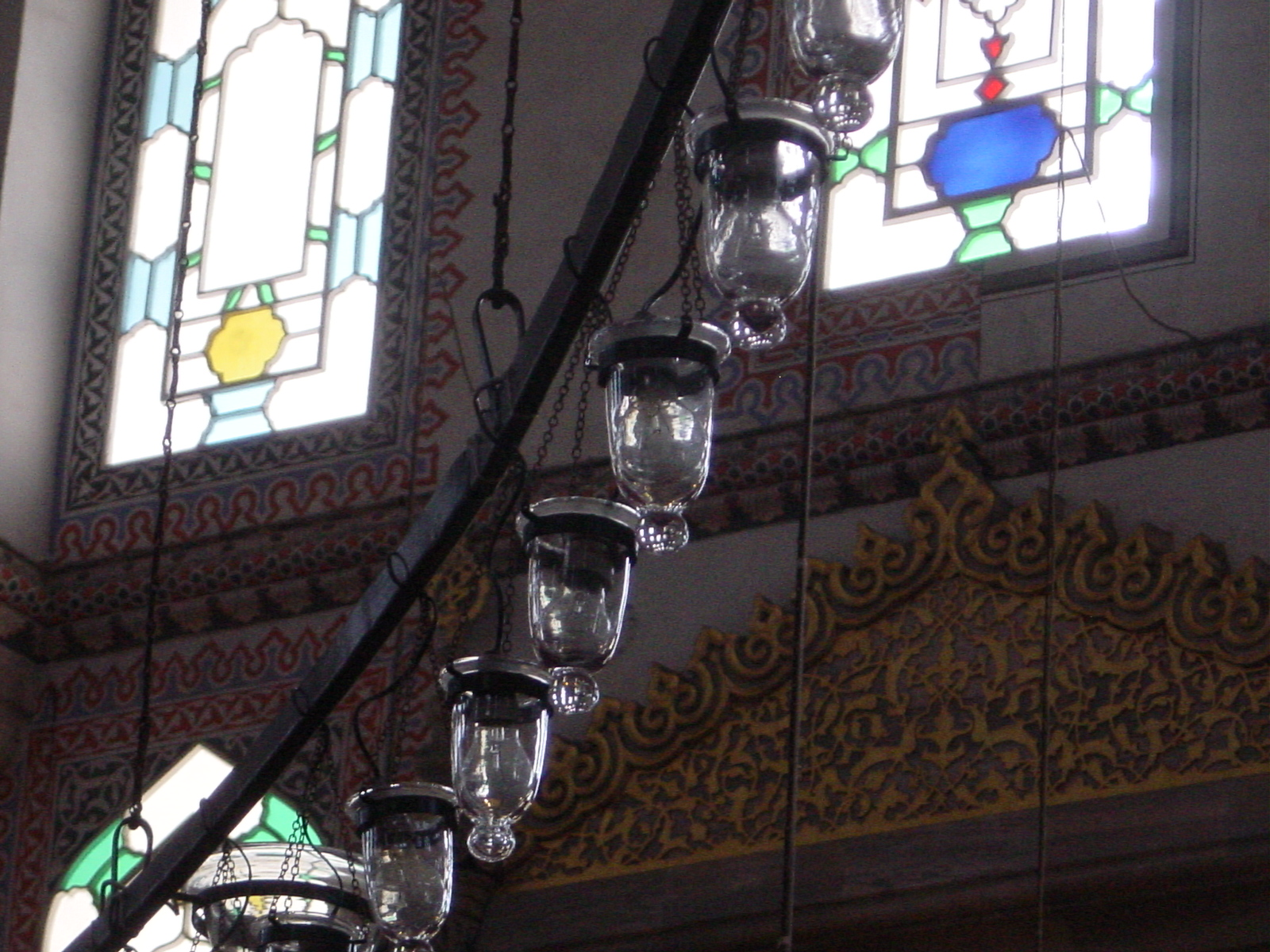

Moscheeampeln aus dem 10. Jahrhundert (etwa aus Nischapur) finden sich zum Beispiel im Islamischen Museum von Teheran. Zur Mamlucken-Zeit im 14. Jahrhundert wurden in Syrien und Ägypten große, mit Email und Gold bemalte Moscheeampeln hergestellt, deren Form es in ähnlicher Weise bereits im 9./10. Jahrhundert in Iran gab.